# Henriette Elvang
Henriette D. Elvang je teoretická částicová fyzička a profesorka na Michiganské univerzitě v USA. Pracuje na aspektech kvantové teorie pole, supersymetrie, gravitace a fyziky částic. Její výzkumné zájmy se pohybují na rozhraní mezi částicovou fyzikou, obecnou teorií relativity a teorií superstrun.
V současné době pracuje na nových metodách pro výpočet rozptylových procesů a na problémech souvisejících s pochopením základních vlastností kvantových teorií pole.
V roce 2018 se stala členkou Americké fyzikální společnosti. V odůvodnění jejího přijetí stálo: "pro hluboký vhled do řešení gravitačního pole s novými geometriemi horizontu, struktury kvantového rozptylu v supersymetrických teoriích, příspěvků k entanglementové entropii a přesné holografii".

## Vzdělání a kariéra

Počítačová simulace černé díry ve vesmíru

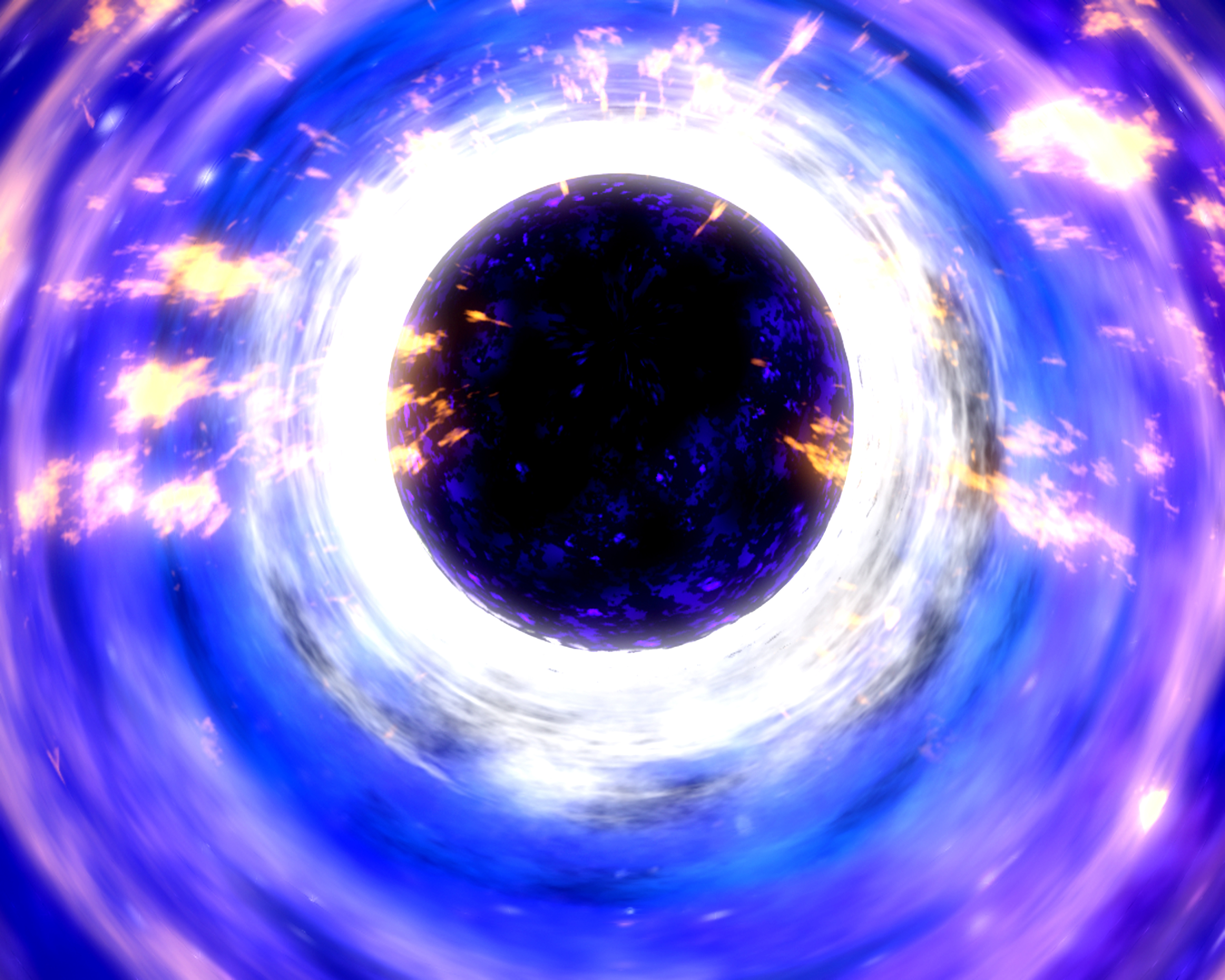
Počítačová simulace černé díry a obklopujícího disku

Elvang vystudovala fyziku na univerzitě v Kodani v Dánsku. Bakalářský titul získala v roce 1998 a magisterský titul v roce 2001.
Potom se přestěhovala do USA kvůli postgraduálnímu studiu a v roce 2005 získala doktorát na Kalifornské univerzitě v Santa Barbaře. Zkoumala tam Kaluzovy–Kleinovy bubliny, černé prstence a jejich interakce s černými dírami. Zjistila, že černé díry a černé prstence mohou koexistovat, pokud rotují. Předpokládá se, že zvýšení spinu sférické černé díry nad kritickou hodnotu má za následek přechod k černému prstenci, který může mít libovolně velký moment hybnosti pro danou hmotnost. Kombinaci sférické černé díry obklopené černým prstencem pojmenovala "Černý Saturn."
Po ukončení stáže začala pracovat v Institutu pro pokročilá studia jako postdoktorandka. Dostala grant a byla podporována Ministerstvem energetiky Spojených států.
V letech 2005 až 2008 působila jako Pappalardo Postdoctoral Fellow (stipendijní program pro talentované fyziky založený mecenášem A. N. Pappalardem) v Massachusetts Institute of Technology (MIT) Center for Theoretical Physics. V letech 2008 až 2009 byla postdoktorským členem na Institute for Advanced Study v Princetonu.
V září 2009 nastoupila na University of Michigan, kde pracuje především na teorii supersymetrie.
V roce 2013 se stala Cottrell Scholar a vyvinula vylepšený bakalářský kurz Honors Physics Ill/Physics 360: Waves, Heat. Zavedla také výměnný program s Bryn Mawr College, který má za úkol přilákal ženy do fyzikálního výzkumu.
V roce 2017 byla povýšena na profesorku fyziky na Michiganské univerzitě, kde pracuje dosud.

## Výzkum

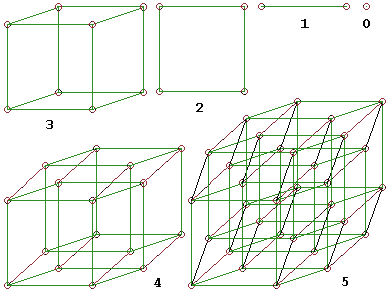
Krychle zobrazená v jednom až pěti rozměrech

- Krychle zobrazená v jednom až pěti rozměrechElang na Michigenské univerzitě pracovala na 4-dimenzionálních časoprostorových RG tocích (RG - renormalization group je termín v teoretické fyzice, který umožňuje systematické zkoumání změn fyzikálního systému v různých měřítcích).
- Studuje kvantovou gravitaci a korespondenci měřidla gravitace.
- Studuje důsledky standardních symetrií na ultrafialovou divergenci v supergravitaci.

Animace teseraktu - čtyřrozměrná analogie krychle

- Animace teseraktu - čtyřrozměrná analogie krychlePopsala amplitudy rozptylu pomocí základní kvantové teorie pole, včetně Feynmanových pravidel a Yukawaovy teorie. Používá formalismus spinorové helicity (projekce spinu na směr hybnosti).
- V roce 2015 byla její práce převedena do první komplexní učebnice o kvantových amplitudách a byla publikovaná nakladatelstvím Cambridge University Press.

### Ocenění a vyznamenání
- 2021 Fellows Americké asociace pro rozvoj vědy.
- 2018 Člen Americké fyzikální společnosti
- 2017 University of Michigan College of Literature, Science, and Arts John Dewey Award
- 2016 Cena Americké fyzikální společnosti Maria Goeppert Mayer
- 2015 University of Michigan Rackham Graduate School Henry Russel Award
- 2014 University of Michigan Individual Award za vynikající přínos k vysokoškolskému vzdělávání
- 2013 Research Corporation for Science Advancement Cottrell Scholar
- 2010 NSF CAREER Award